# Batalla de Almenar (1710)
Para otras batallas homónimas, véase batalla de Almenar.
La batalla de Almenar se libró el 27 de julio de 1710 durante la guerra de sucesión española, en el marco de la última ofensiva de los partidarios del archiduque Carlos contra las tropas de Felipe V de España.
El ejército internacional formado por tropas austriacas, británicas y neerlandesas, junto con fuerzas valenciano-catalanas favorables al archiduque Carlos, dirigidas por el príncipe austríaco Guido von Starhemberg y del inglés James Stanhope, derrotó al ejército borbónico al mando del marqués de Villadarias. La batalla fue una victoria decisiva que permitió organizar la última contraofensiva austracista, obligando al ejército borbónico a abandonar Cataluña para ser derrotado más tarde en Zaragoza.